# Where Have All the Flowers Gone?
"Where Have All the Flowers Gone?" é uma canção de música folclórica estadunidense composta por Pete Seeger e Joe Hickerson em 1961.

## Informação
Seeger se inspirou para escrever a canção a caminho de um show. Folheando seu caderno de anotações, ele encontrou a seguinte passagem: "Onde estão as flores? As garotas as arrancaram. Onde estão as garotas? Todas elas arrumaram maridos. Onde estão os homens? Todos eles estão no exército". A indagação retórica do "onde?" e a meditação sobre a morte são exemplos da tradição ubi sunt, presente em poemas medievais. Estes versos foram retirados de uma canção folclórica dos Cossacos da região do rio Don mencionada no romance de 1934 And Quiet Flows the Don do Nobel de Literatura Michail Sholokhov.
Seeger acrescentou à letra uma melodia, possivelmente adaptada de uma canção folclórica preexistente. Tendo a canção apenas três versos, ele a gravou uma única vez em um medley em seu programa de televisão educativo Rainbow Quest, que foi ao ar entre 1965 e 1966, e se esqueceu dela. Mais tarde, Joe Hickerson adicionou um quarto e quinto versos à canção.

## Popularização

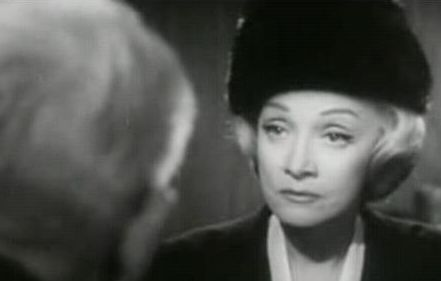
A cantora alemã Marlene Dietrich ajudou a popularizar a canção.

Em 1961 a banda de música folclórica Kingston Trio gravou a canção e, acreditando ser uma canção tradicional de música folclórica, retirou o nome de Seeger dos créditos, mas em seguida, a pedido do próprio, colocou de volta. O single deles "O Ken Karanga", que trazia "Where Have All The Flowers Gone?" como lado B, atingiu a vigésima primeira posição na Billboard Hot 100 em 1962.
A versão mais famosa da canção foi gravada neste mesmo ano pela atriz e cantora alemã Marlene Dietrich, que gravou a versão original de Seeger em inglês, além de versões em francês ("Qui peut dire où vont les fleurs?") e em alemão ("Sag' mir, wo die Blumen sind"). Uma outra versão em francês, intitulada "Que sont devenues les fleurs?", foi gravada por Dalida em 1962. A canção foi logo adquirindo o status de hino antiguerra com o agravamento do conflito no Vietnã, sendo interpretada por Harry Belafonte, Peter, Paul and Mary e Joan Baez.
Em 1965, Johnny Rivers teve um êxito moderado na Billboard Hot 100 com sua versão de folk rock da canção. Em 1972 a banda Earth, Wind & Fire gravou uma versão de R&B da canção no álbum Last Days and Time. Em 1997, versos da canção foram incluídos no single "Risingson" da banda Massive Attack, que atingiu a décima primeira posição no UK Singles Charts. No ano seguinte, a canção foi incluída no episódio de The Simpsons intitulado "Girly Edition". Gravações mais recentes foram feitas por Olivia Newton-John, em 2004, Dolly Parton, em 2005, e Chris de Burgh, em 2008.
Em 9 de agosto de 2009, a canção foi cantada pelos presentes na Catedral de Wells, no condado inglês de Somerset, durante o funeral de Harry Patch que, antes de falecer aos 111 anos de idade, tinha se tornado o último combatente britânico da Primeira Guerra Mundial ainda vivo.